# Slangenkruid-associatie
De slangenkruid-associatie (Echio-Verbascetum) is een associatie uit het verbond van distels en ruwbladigen (Onopordion acanthii). De associatie omvat thermofiele, nectarbloemrijke ruigtevegetatie.

## Naamgeving en codering
- Syntaxoncode voor Nederland (rVvN): r32Ba01

De wetenschappelijke naam Echio-Verbascetum is afgeleid van de botanische namen van twee kensoorten van de associatie; dit zijn slangenkruid (Echium vulgare) en koningskaars (Verbascum thapsus).

## Fysiognomie
Het vegetatieaspect van de begroeiingen van deze associatie wordt vooral bepaald door blauwpaars- en geelbloemige kruidachtige planten.

### Symmorfologie
De formatie waarin de slangenkruid-associatie zich tot in het fenologisch optimum manifesteert betreft een ruigte. De vegetatie wordt tot ongeveer 1,5 m hoog en kent een tweelagige vegetatiestructuur. De vegetatie is doorgaans vrij open, maar kan ook bijna gesloten zijn. Vaak zijn er zandige en/of gruisachtige open plekken in de begroeiing aanwezig.

## Ecologie
De slangenkruid-associatie is een thermofiel, kalkminnend, en komt voor op droge, lichte standplaatsen. Doorgaans wordt zij aangetroffen op zandige, gruisrijke bodems en plaatselijk ook op krijtgesteente.

### Fauna
De slangenkruid-associatie vormt een belangrijk biotoop voor veel insecten. Het grote aanbod aan kruidachtige dracht- en waardplanten in combinatie met de vaak snel opwarmende, open zandige plekken in deze ruigtegemeenschap vormen voor veel soorten een geschikt habitat. Voorbeelden zijn de zwaluwbij, slangenkruidbij, slangenkruidbodemwants en slangenkruidblindwants.

## Verspreiding
Men veronderstelt dat het Europese verspreidingsgebied van de slangenkruid-associatie de laagvlakten van het noordelijke en noordwestelijke deel van Centraal-Europa omvat.

## Bedreigingen
De belangrijkste bedreiging voor de slangenkruid-associatie is het verdwijnen van milieudynamiek. Vaak speelt het Europees konijn een prominente rol in het behoud van het pionierkarakter door bodemverstoring. Wanneer een konijnenpopulatie uit een gebied verdwijnt, bijvoorbeeld door een uitbraak van myxomatose, dan gaat de slangenkruid-associatie doorgaans via natuurlijke successie over in een andere plantengemeenschap.

## Fotogalerij

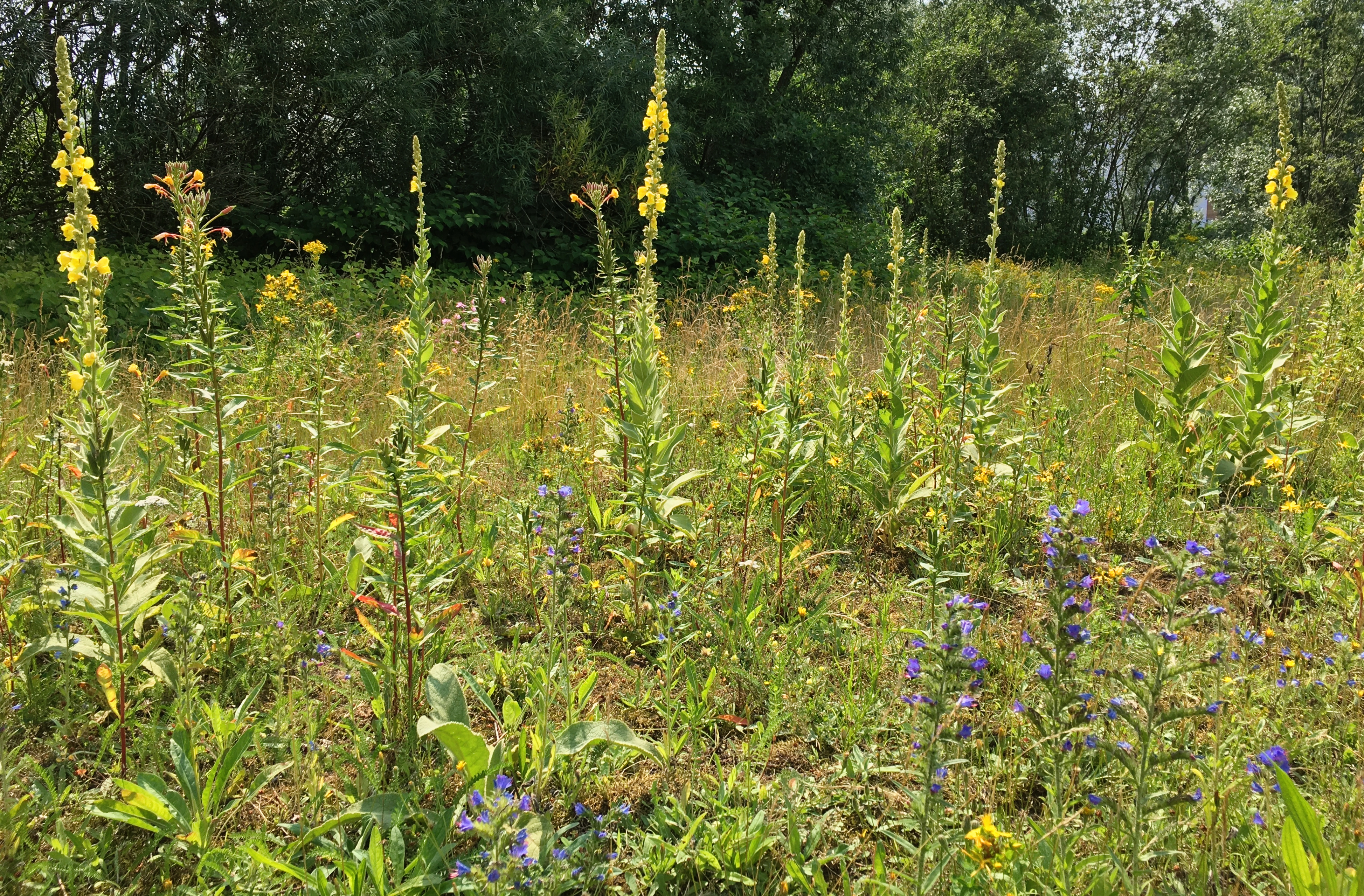
Dichte vorm
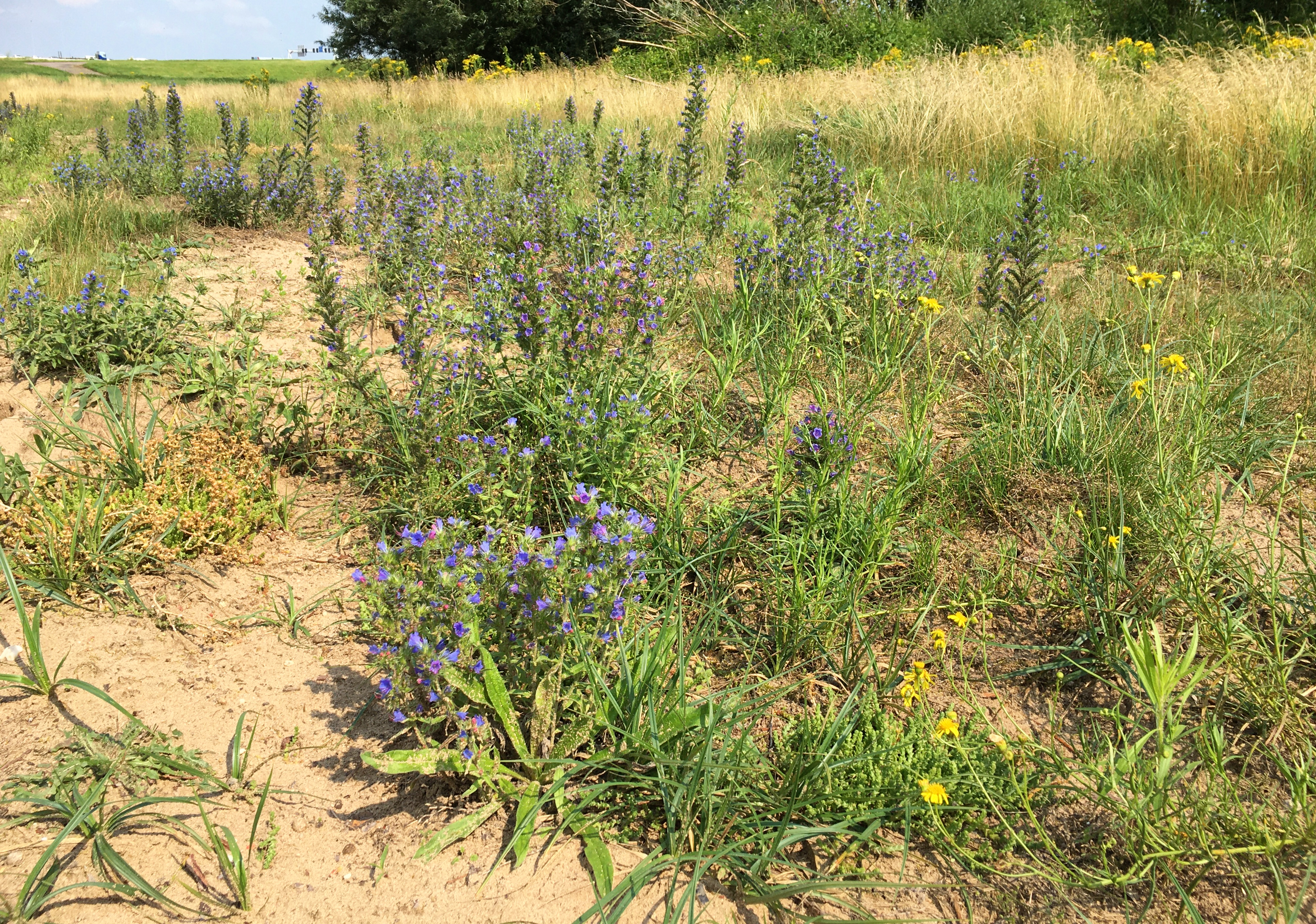